# مايك جونز (لاعب كرة قدم)
مايك جونز (بالإنجليزية: Mike Jones)‏ (15 أغسطس 1987 في المملكة المتحدة - ) هو لاعب كرة قدم بريطاني في مركز جناح ‏. لعب مع أولدهام أثلتيك وشروزبري تاون وشيفيلد وينزداي ونادي بوري ونادي ترانمير روفرز لكرة القدم ونادي كرولي تاون.

## وصلات خارجية
- مايك جونز على موقع قاعدة بيانات كرة القدم.إي يو (الإنجليزية)
- مايك جونز على موقع Soccerbase.com (لاعب) (الإنجليزية)